# 高橋秀人
高橋秀人（1987年10月17日—），日本足球運動員，現效力日職球隊橫濱FC，前日本國家足球隊成員。

## 俱樂部生涯
高桥秀人出身于日本群马县，2010年由东京学艺大学加盟FC东京，高桥秀人身高180cm，司职后腰，擅长高空战，曾于2014年至2015年与菲卡登蒂监督一同在FC东京共事。
2012、2013年曾入选日本代表，亚冠联赛共出场11次打入1球，2017赛季转会至神户胜利船，出场22次打入一球。
日媒报道正在欧洲考察旅欧球员的日本队主教练向意甲球队推荐日本中场高桥秀人，AC米兰、帕尔马已经表达了兴趣，之前还有英超曼联，德甲汉堡和门兴格拉德巴赫对高桥表示过兴趣。
浦和红钻有意引进FC东京中场高桥秀人，浦和为其开出违约金+3年合同+总额2亿日圆的丰厚条件。高桥秀人今季在菲卡登蒂手下获得新的位置，高超的战术理解能力、准确的跑位及精准的传球博得了信任，在各项赛事出场40场。佩特洛维奇表示高桥既可打后腰又可打中后卫，处理高空球能力也出色。 

## 外部連結
- 高橋秀人オフィシャルブログ （页面存档备份，存于）
- Hideto Takahashi的X（前Twitter）
- Special Interview 高橋秀人 (FC東京) (1) （页面存档备份，存于） / (2)[] - 部活ライフ応援フリーマガジンfooties! (2013年5月2日)
- Jリーガーたちの原点 vol.6 高橋秀人 FC東京 （页面存档备份，存于） / 先輩サカママ SPECIAL INTERVIEW 高橋敦子さん （页面存档备份，存于） - サカママ (2013年7月5日)
- 【日本プロサッカー選手会 特別インタビュー】高橋秀人会長が語る知られざる選手会の舞台裏 (1/3) （页面存档备份，存于） , (2/3) （页面存档备份，存于） , (3/3) （页面存档备份，存于） - webサッカーダイジェスト (2016年11月24日)
- プロフィール （页面存档备份，存于） - 日本サッカー協会
- プロフィール （页面存档备份，存于） - Jリーグ
- プロフィール (2016年)，存于 - FC東京
- プロフィール （页面存档备份，存于） - ヴィッセル神戸
- 高橋秀人 – FIFA國際賽競賽紀錄 (存檔)（英文）
- 高橋秀人在National-Football-Teams.com的資料（英文）
- Soccerway資料庫：高橋秀人 （英文）
- 高橋秀人在ESPN FC中的档案（英文）